# Dobroslav
Dobroslav (en ucraniano: Доброслав) es un pueblo ucraniano perteneciente al óblast de Odesa. Situado en el suroeste del país, es parte del raión de Odesa y del municipio (hromada) de homónimo.

## Toponimia
El nombre del asentamiento en ruso es también Dobroslav (en ruso: Доброслав). De 1935 a 2016 se denominó Kominternivske (en ucraniano: Комінтернівське; en ruso: Коминтерновское, romanizado: Kominternóvskoye), en honor a la Comintern, pero este nombre fue sustituido siguiendo las políticas de descomunización.

## Geografía
Dobroslav se encuentra a orillas del río Adzhalik Menor, 50 km al noreste de Odesa. 

## Historia
El asentamiento fue fundado en 1802, llamado Antono-Kodíntseve (en ucraniano: Антоно-Кодинцеве) porque el terrateniente Anton Kodintsev de la gobernación de Poltava compró la tierra y trajo allí a algunos de sus siervos. El pueblo estaba ubicado en la gobernación de Jersón y en 1849, Antono-Kodíntseve se convirtió en el centro de un vólost. 
A partir de 1935 cual el lugar pasó a llamarse Kominternivske por la Internacional Comunista. 
Durante la Segunda Guerra Mundial, Kominternivske estuvo bajo la ocupación de la Wehrmacht y su aliado rumano hasta la primavera de 1944.
Dobroslav recibió el título de asentamiento urbano en 1965.
Hasta el 18 de julio de 2020, Dobroslav era el centro del raión de Limán. El raión fue abolido en julio de 2020 como parte de la reforma administrativa de Ucrania, que redujo el número de raiones del óblast de Odesa a siete. El área del raión de Limán se dividió entre los raiones de Odesa y Berezivka, y Dobroslav se transfirió al primero.En 2023, Dobroslav perdió el estatus de asentamiento de tipo urbano debido a la eliminación de este estatus administrativo.

## Demografía
La evolución de la población de Dobroslav entre 1858 y 2022 fue la siguiente:
| 515                                                           | 410 | 727 | 2035 | 3292 | 4679 | 5314 | 6583 | 6887 | 6908 | 6847 | 6791 |
| (Fuente: Cities & Towns of Ukraine y UKRAINE: Größere Städte) |     |     |      |      |      |      |      |      |      |      |      |

Según el censo de 2001, la lengua materna de la mayoría de los habitantes, el 93,68%, es el ucraniano; y del 4,78% es el ruso.

## Infraestructura

### Transporte
La estación de tren más cercana está en Kremidivka, en la vía férrea que conecta Odesa con Mikolaiv y Voznesensk. Dobroslav tiene acceso a la autopista M14 que conecta Odesa y Mikolaiv. Las carreteras locales lo conectan con Berezivka e Ivánivka.